# IC 552
IC 552 est une galaxie lenticulaire située dans la constellation du Lion à environ 267 millions années-lumière de la Voie lactée. Elle a été découverte par l'astronome français Stéphane Javelle en 1892.
Les galaxies IC 552 et NGC 2984 sont dans la même région du ciel et selon l'étude réalisée par Abraham Mahtessian, elles forment une paire de galaxies.
Trois mesures non basées sur le décalage vers le rouge (redshift) donnent une distance de 86,767 ± 4,623 Mpc (∼283 millions d'al), ce qui est à l'intérieur des distances calculées en employant la valeur du décalage.